# 小火器
小火器（しょうかき、英: small arms）は、個人または少人数の兵員で運搬・運用できる火器を指す。これに対し砲兵が使用する火器は重火器と呼ぶ。
具体的には拳銃、小銃、短機関銃、ショットガン、アサルトライフル、軽/汎用/重機関銃、擲弾発射器、手榴弾などを指す。また、小型の迫撃砲、無反動砲、携帯型のロケット弾やミサイルなども含むが、これらは総称として軽火器（英：light weapons）とも呼ばれる。大型の迫撃砲、榴弾砲、歩兵砲、速射砲などは歩兵部隊の装備であっても小火器に含まれない。
小火器と重火器の区別は兵器の大小によるものであって、必ずしも威力の大小でわけられるものではない。かつては砲兵部隊には威力の大きな大砲、歩兵には威力の小さな小銃といった具合に単純化できたが、戦車の登場や歩兵の自動車化など技術の進歩や戦術の変化により歩兵の用いる武器も多様化し分類は曖昧になっている。そのため、近代に入ってバズーカ砲をはじめとする携帯型の砲も含むようになった。
なお、アメリカ軍、自衛隊ともに口径20mm未満の火器を小火器と定義している。

## 小火器の規制
第二次世界大戦後、冷戦時代に入ってから戦車・艦艇・航空機などの兵器を総動員した大国同士の戦争（総力戦）は発生しておらず、懸念された核戦争も幸運にして起こらなかった。しかし、小国同士あるいは内戦といった小規模な紛争は絶えず起こっていた。大国はこれらの紛争地域に大量の小火器を供給した。
冷戦末期から国際的な規制が進んだ大量破壊兵器と違い、小火器は大量に出回ったままなんら規制されることなく放置され、なお供給され続けている。これらの小火器が途上国の国内紛争やテロ、組織犯罪に使用され、一般市民が多く被害に遭っていることが問題視された。
国連では小火器を規制する必要があるとして国連小型武器政府専門家パネルを設置した。1997年に出された報告書であいまいな小火器（small arms）を新たに定義し直した。日本の外務省は、この報告書によって定義されたSmall Armsの訳語として小型武器という言葉を使用している。